# سارجينتيس دي لا لورا
بلدية سارجينتيس دي لا لورا (بالإسبانية: Sargentes de la Lora)‏, هي إحدى بلديات مقاطعة برغش, التي تقع في منطقة قشتالة وليون, والتي تقع في شمال غرب إسبانيا.
يبلغ عدد سكانها 189 نسمة وفقاً لإحصائية سنة (2002).